# Vanne contre les inondations

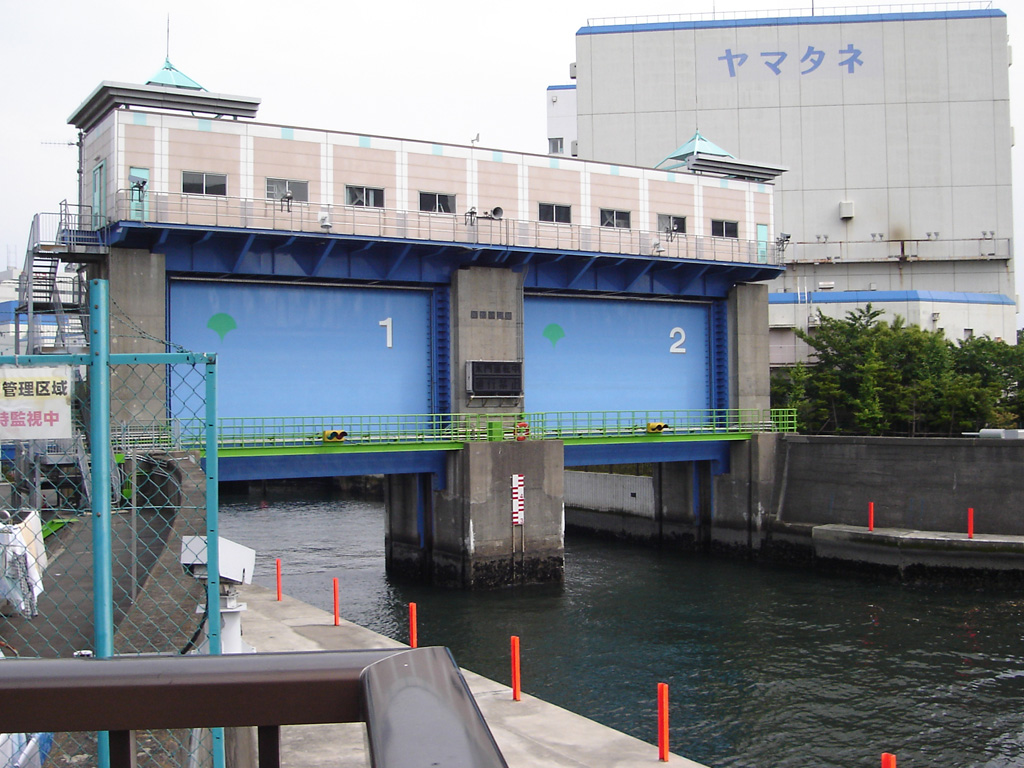

Une vanne contre les inondations est un dispositif composé de portes ajustables utilisées pour contrôler la quantité d'eau dans les barrières contre les inondations, les réservoirs, les rivières, les ruisseaux ou des systèmes de digue. Ces vannes peuvent être conçues comme déversoir sur la crête d'un barrage, pour ajuster les taux d'écoulement dans les écluses et les canaux, ou ils peuvent être conçus pour arrêter l'écoulement de l'eau entièrement dans le cadre d'un système de digue ou de lutte contre les ondes de tempêtes. Dans le cas des systèmes de dérivation des crues, ces vannes sont parfois également utilisés pour abaisser le niveau d'eau d'un fleuve ou d'un canal, proche de l’inondation, en déviant en partie l'eau ou en la transférant dans un bassin de rétention.

## Sources
- (en) Cet article est partiellement ou en totalité issu de l’article de Wikipédia en anglais intitulé « floodgate » (voir la liste des auteurs).